# Abraxas interpunctata
Abraxas interpunctata là một loài bướm đêm thuộc họ Geometridae. Nó được Warren miêu tả năm 1905. Nó được tìm thấy ở đảo Sula.